# Katie Crown
Katie Abigail Crown (Oakville, Ontario, 23 de noviembre de 1985) es una actriz de voz y escritora de televisión estadounidense de origen canadiense. Hizo su primera aparición en el cine en la película Uranio como la doctora Joe Blow. En 2000, ella ganó el premio Fomento de Tim Sim por su comedia.  Ella es conocida por interpretar a 'Izzy' en la serie Drama Total.

## Filmografía
| Película      | Película                                 | Película                         | Película |
| Año           | Película                                 | Papel                            | Notas |
| ------------- | ---------------------------------------- | -------------------------------- | --- |
| 2004          | Uranio                                   | Doctora                          | Papel Menor |
| 2005          | El Número Equivocado                     | Voz Automatizada                 | Papel Menor |
| 2006          | Verdadero Amor                           | Mujer                            | Papel Menor |
| 2008          | Dakota                                   | Melanie                          | Papel Mayor |
| 2009          | Deuda                                    | Personajes Varios                | Papel Menor |
| 2013          | Barbie y las Zapatillas Mágicas          | Haley                            | Solo Voz |
| 2016          | Cigüeñas: La historia que no te contaron | Tulip                            | Solo Voz |
| Televisión    |                                          |                                  | |
| Año           | Título                                   | Papel                            | Notas |
| 2006          | 1-800-Desaparecidos                      | Alice                            | Papel Principal (1 episodio) |
| 2007-2014     | Drama Total                              | Izzy (voz)                       | Isla del drama (15 episodios) Luz, drama, acción (13 episodios) Drama Total Gira Mundial (12 episodios) Drama Total: La venganza de la isla (1 episodio) Drama Total: Todos Estrellas (1 episodio) |
| 2007          | The Jon Dore Show                        | Narrator                         | Episodio: "STD" |
| 2009          | Hotbox                                   | N/A                              | 12 episodios |
| 2009          | Stoked: Locos por las Olas               | Fin McCloud                      | Papel Principal |
| 2009          | Isla de Mutantes                         | Patricia Ornitorrinco, Gatopulpo | Papel Principal |
| 2010          | Canadian Comedy Shorts                   | Novia                            | Estrella Invitada |
| 2010-2012     | Skatoony                                 | Izzy                             | Estrella Invitadas Recurrente (2 episodios) |
| 2012          | Conan                                    | Miembro de Audiencia             | Episodio: "Cazadores MELF 3: Polin Norte'" |
| 2012–presente | Barbie: Life in the Dreamhouse           | Teresa                           | Serie regular |
| 2013          | Hora de Aventura                         | Blargetha                        | Episodio: "Juegos de Amor" |
| 2014          | Bob's Burgers                            | Harley                           | Estrella Invitada |
| 2014          | Clarence                                 | Mary, Srta. Baker                | Papel Principal |
| 2018-presente | Total Drama Daycare                      | Izzy (Voz)                       | |